# Serjania espiritosantensis
Serjania espiritosantensis är en kinesträdsväxtart som beskrevs av G.V. Somner. Serjania espiritosantensis ingår i släktet Serjania och familjen kinesträdsväxter. Inga underarter finns listade i Catalogue of Life.